# Julia Dujmovits
Julia Dujmovits, née le 12 juin 1987 à Güssing, est une snowboardeuse autrichienne spécialisée dans les épreuves de slalom parallèle, de slalom géant parallèle et de cross. Elle débute en Coupe du monde en 2003 à Sölden et monte sur son premier podium au slalom géant parallèle de Furano en 2006. En 2013, lors des mondiaux de Stoneham, elle est médaillée d'argent du slalom géant parallèle et, lors des Jeux olympiques de Sotchi (2014), elle remporte l'or en slalom parallèle.

## Vie privée
Julia a découvert le snowboard à 5 ans durant des vacances d'hiver. À 9 ans, elle reçut sa propre planche (elle avait dit à son père quelques mois auparavant qu'elle allait devenir snowboardeuse professionnelle !) et à 15 ans, elle commença à faire quelques compétitions. À l'âge de 12 ans, elle a été le seul membre de son équipe à survivre à l'accident du funiculaire de Kaprun.
Ses parents sont Erwin et Silvia Dujmovits, elle a également trois frères : Martin, Georg et Joachim Dujmovits.

## Palmarès

### Jeux olympiques
| Édition/Discipline | Slalom parallèle | Slalom géant parallèle |
| JO 2014            | Or               | 29e                    |
| JO 2018            | -                | 12e                    |

### Championnats du monde
| Édition/Discipline | Slalom parallèle         | Slalom géant parallèle    |
| Mondiaux 2011      | 10e                      | 10e                       |
| Mondiaux 2013      | 10e                      | Médaille d'argent, monde  |
| Mondiaux 2015      | Médaille d'argent, monde | 13e                       |
| Mondiaux 2017      | 6e                       | 6e                        |
| Mondiaux 2021      | 7e                       | Médaille de bronze, monde |

### Coupe du monde
- Meilleur classement général : 14e en 2008.
- Meilleur classement du parallèle : 3e en 2012 et 2014.
- Meilleur classement en slalom parallèle : 5e en 2014.
- Meilleur classement en slalom géant parallèle : 4e en 2014.
- 11 podiums dont 2 victoires à Nendaz, le 16 décembre 2007 et à Telluride, le 15 décembre 2011.

### Championnats du monde juniors
- Médaille d'or du slalom parallèle en 2007 à Bad Gastein
- Médaille de bronze du slalom géant parallèle en 2006 à Vivaldi Park
- Médaille de bronze du snowboardcross en 2006 à Vivaldi Park